# Sección de Investigación de Accidentes en el Tránsito
La Sección de Investigación de Accidentes de Tránsito (SIAT) es una unidad especializada de Carabineros de Chile cuyo objetivo es investigar las causas y dinámicas relacionadas con accidentes de tránsito.

## Historia
La Sección de Investigación de Accidentes de Tránsito fue creada mediante una Orden General bajo la administración del General Director Arturo Queirolo Fernández. Posterior a su creación, pasó por diversas categorías Institucionales, pasando a ser después Comisaría, Departamento, Subprefectura y en la actualidad a través de la Orden General Nro. 2298 de fecha 3 de noviembre de 2014 se convirtió en la Prefectura de Investigación de Accidentes en el Tránsito dependiente de la Zona de Tránsito y Carreteras de Carabineros de Chile, cuyo cuartel se encuentra ubicado en la comuna de Ñuñoa,  Santiago de Chile, conforme a lo dispuesto en la directiva de organización y funcionamiento de la Prefectura (SIAT), establece la vinculación de dependencia técnica de las secciones regionales de investigación de accidentes en el tránsito a nivel nacional que son 20(SIAT) las cuales se encuentran en Arica, Iquique, Antofagasta, Calama, Copiapó, La Serena, San Felipe, Valparaíso, Santiago, Rancagua, Talca, Chillán,  Concepción, Los Angeles, Temuco, Valdivia, Osorno, Puerto Montt, Chiloé, Coyhaique, y Punta Arenas.
Esta Prefectura SIAT, se encuentra certificada bajo Norma ISO 9001-2008, desde abril del año 2009 y a contar de octubre de 2018, en su nueva versión ISO 9001-2015, Sistema de Gestión de Calidad.

## Visión
La visión de la sección de Investigación de Accidentes en el Tránsito, es ser una sección especializada dentro de Carabineros de Chile de primer orden a nivel nacional e internacional, inspirados en valores como vocación de investigación, disciplina, honradez, imparcialidad y transparencia.

## Objetivo
La visión de la sección de Investigación de Accidentes en el Tránsito, es ser una sección especializada dentro de Carabineros de Chile de primer orden a nivel nacional e internacional, inspirados en valores como vocación de investigación, disciplina, honradez, imparcialidad y transparencia.

## Laboratorios de la sección de investigación de accidentes en el tránsito
- Laboratorio de planimetría:  Edita el levantamiento topográfico y fijación del sitio del suceso efectuado por el equipo investigador en terreno, traduciéndolo en una representación planimetríca en soporte papel o magnético.

- Laboratorio de imagenología:  Edita las imágenes capturadas en terreno traduciéndolas en un reporte fotográfico en soporte papel o magnético, igualmente editara las filmaciones captadas y elaborara simulaciones cuando sea pertinente.

- Laboratorio de mecánica:  Efectúa pericias específicas o en profundidad relativas a aspectos mecánicos de vehículos participantes en accidentes de tránsito.

- Laboratorio pericial:  Efectúa pericias específicas no contenidas en los laboratorios anteriores, por ejemplo, medición directa de coeficiente de roce; cálculo de velocidad; análisis de discos de tacógrafos, tratamiento y análisis de evidencias físicas, medición de condiciones técnicas de la señalización.

- Laboratorio psicotécnico:  Destinado a efectuar pericias específicas a personas participantes en accidentes de tránsito en el ámbito psicológico, sensométrico y motriz.